# 謝德爾采
謝德爾采（波蘭語：Siedlce）是位於波蘭東部的城市，人口約7.5萬。自1999年起，謝德爾采屬馬佐夫舍省。在1975年至1998年期間，屬謝德爾采省，並且是其省府。謝德爾采在歷史上屬小波蘭地區。1448年，首次在文獻中被提及。1547年，獲得馬德堡城市權利。在二戰當中，全市一半以上的建築物被毀。謝德爾采還是一座文化中心都市，舉行有眾多展覽、音樂會和文化節。

## 友好城市
- 義大利 佩斯坎蒂納
- 德国 達辛
- 斯洛伐克 薩比諾夫
- 立陶宛 維爾紐斯區
- 乌克兰 別爾季切夫[2]

## 外部連結
1. 1 2 3  , Główny Urząd Statystyczny, 2024-07-22, （原始内容存档于2024-12-04） （波兰语）
2. ↑  . Oficjalny portal miasta Siedlce. 2010-08-04  [2025-07-09] （波兰语）.